# Liste der Bodendenkmale in Jessen (Elster)
In der Liste der Bodendenkmale in Jessen (Elster) sind alle Bodendenkmale der Stadt Jessen und ihrer Ortsteile aufgelistet. Grundlage ist die Veröffentlichung der Landesdenkmalliste mit Stand vom 25. Februar 2016.  Die Baudenkmale sind in der Liste der Kulturdenkmale in Jessen (Elster) aufgeführt.
| Denkmal-ID | Fundart             | Ortsteil    | Bezeichnung                          | Zeitstellung | Lage                                                                                          | Bemerkungen | Bild |
| ---------- | ------------------- | ----------- | ------------------------------------ | ------------ | --------------------------------------------------------------------------------------------- | --- | ---- |
| 428300817  | Befestigung > Wall  | Battin      | Burgwall                             | Bronzezeit   | 500 m nordwestlich Battin Lage                                                                | Burganlage mit Vorburg. Graben und Hauptburg erkennbar. Burghügel zeigt Eintiefung. Um das Gesamtgelände zieht sich ein bis zu 20 m breiter Graben, kann auch Niederungsgelände sein.         |      |
| 428300800  | Befestigung > Wall  | Gerbisbach  | Burgwall                             | Bronzezeit   | 2,2 km östlich Ort Lage                                                                       | 4–6 m hoher Burghügel in Niederungsgebiet. Burghügel steil angeböscht mit vorgelagerten 2–3 m breiten Grabenresten. Etwas weiter im Osten und Süden Bodenwellen(Graben-/Wallreste) erkennbar. |      |
| 428300802  | Grabmal > Grabhügel | Glücksburg  | Hügelgräberfeld, 27 Grabhügel        | Bronzezeit   | Waldgebiet 1,2 km westlich Linda Lage                                                         | |      |
| 428300801  | Befestigung > Burg  | Glücksburg  | Burghügel                            | Mittelalter  | Wald 1,3 km südöstlich Steinsdorf Lage                                                        | Ein ca. 40 m Durchmesser umfassender Hügel mit vorgelagerter Grabenstruktur. |      |
| 428300796  | Grabmal > Grabhügel | Hemsendorf  | Hügelgräberfeld                      | Bronzezeit   | Wald 2 km südöstlich Rehain                                                                   | Dünenlandschaft wellenartig. Außer 2 Einzelstandorten sind keine weiteren Grabhügelstellen erkennbar.                                                                                         |      |
| 428300793  | Grabmal > Grabhügel | Jessen      | 2 Hügelgräber                        | undatiert    | Waldgebiet unmittelbar südöstlich am Ort, ca. 150 m westl. vom Bahnkreuz siehe auch 428301142 | 2 Grabhügel erkennbar, eventuell weitere zu vermuten. |      |
| 428300795  | Grabmal > Grabhügel | Jessen      | Hügelgräberfeld, 10 Grabhügel        | Bronzezeit   | Waldgebiet unmittelbar südlich am Ort                                                         | Grabhügelfeld |      |
| 428301142  | Grabmal > Grabhügel | Jessen      | Grabhügel                            | undatiert    | 150m NNÖ vom Bahnkreuz                                                                        | Grabhügel durch Forstweg gestört |      |
| 428300794  | Grabmal > Grabhügel | Jessen      | Hügelgräberfeld, 23 Grabhügel        | Bronzezeit   | Waldgebiet unmittelbar südlich am Ort, siehe auch 428300793                                   | |      |
| 428300790  | Befestigung > Wall  | Klöden      | Wallanlage                           | Mittelalter  | südwestlicher Ortsrand Lage                                                                   | Klöden 965 bzw. 1004 als ein wichtiger Burgward-Hauptort genannt. Burgenbau erfolgte auf der Stelle einer slawischen Wehranlage.                                                              |      |
| 428300788  | Befestigung > Wall  | Klossa      | Landwehr                             | undatiert    | 2 km nordwestlich von Purziener Heide; 2,3 km östlich von Klossa Lage                         | Gut erhaltener, deutlicher Wall ca. 5 – 8 m breit und 2 – 3 m hoch, mit starken Laubbäumen und Kiefern bewachsen. Der Wall wurde an zwei Stellen unterbrochen.                                |      |
| 428300785  | Grabmal > Grabhügel | Mönchenhöfe | Hügelgräberfeld, 28 Grabhügel        | Bronzezeit   | Wald 1,7 km nordnordwestlich Holzdorf Lage                                                    | 28 Grabhügel gefunden und erfasst. Etwas flache, aber auch gut erhaltene Grabhügel. |      |
| 428300772  | Grabmal > Grabhügel | Rehain      | Hügelgräberfeld                      | Bronzezeit   | Wald 1,6 km südwestlich Ort                                                                   | Hügelgräber mit Dünenstandorten verwechselbar. Hügelstellen sehr unrund geformt. |      |
| 428300773  | Grabmal > Grabhügel | Rehain      | Grabhügelfeld, wohl ca. 50 Grabhügel | Bronzezeit   | Wald 2,3 km westlich Jessen                                                                   | Es zeigen sich leichte Geländeerhebungen. |      |
| 428300767  | Befestigung > Wall  | Schadewalde | Wallanlage ‚Schwedenschanze‘         | Mittelalter  | Wald 2,5 km westlich Seyda                                                                    | |      |
| 428300762  | Befestigung > Wall  | Schweinitz  | Burgwall                             | Mittelalter  | westlicher Ortsrand Lage                                                                      | Auf dem Burggelände steht zentral ein denkmalgeschütztes Fachwerkhaus. |      |
| 428300758  | Befestigung > Wall  | Seyda       | Burgwallanlage                       | Mittelalter  | nordöstlicher Ortsrand Lage                                                                   | In der Zeit der Ostkolonisation (1150) wurde zur Sicherung in Seyda ein Burgward eingesetzt. Burg stand auf leicht erhöhter Position in einem damals sumpfigen Gebiet.                        |      |
| 428300754  | Befestigung > Wall  | Steinsdorf  | Burgwall „Alte Schanze“              | Mittelalter  | südlich Ort Lage                                                                              | Burghügel mit Einsenkungen |      |